# Sibelis Veranes
Sibelis Veranes (n. 5 februarie 1974, Santiago de Cuba, Cuba) este o sportivă ce a reprezentat Cuba, medaliată olimpică. A participat la o ediție a Jocurilor Olimpice (2000) în care a câștigat o medalie de aur.

## Participări
Lista de mai jos prezintă principalele competiții la care a participat Sibelis Veranes de-a lungul carierei.
- judo at the 2000 Summer Olympics – women's 70 kg[*]